# Steely Dan (album)
Albums de Steely Dan
Greatest Hits
(1978) Gold
(1982)
Steely Dan (1978) est une compilation de chansons du groupe de Jazz rock américain Steely Dan parue uniquement au Japon.

Cet album est notable car c'est le seul disque du groupe contenant les deux chansons de leur premier single paru en 1972 : "Dallas" et "Sail The Waterway".

## Titres de l’album
Toutes les compositions sont de Walter Becker et Donald Fagen

### Face un
1. Do It Again – 5:56
2. Dallas - 3:08
3. Sail The Waterway - 3:04
4. Black Friday – 3:39

### Face deux
1. Aja – 7:56
2. Kid Charlemagne – 4:38
3. Rikki Don't Lose That Number – 4:32